# Willi Billmann
Willi Billmann (* 15. Januar 1911 in Nürnberg; † 5. Juli 2001 ebenda), auch „Billi“ gerufen, war ein deutscher Fußballspieler des 1. FC Nürnberg, der in der deutschen Fußballnationalmannschaft in den Jahren 1937 bis 1941 zu 11 Länderspieleinsätzen kam.

## Sportliche Laufbahn

### Vereinskarriere
Vom Arbeitersportverein TV Leonhard-Schweinau, in dem er als 12-Jähriger mit dem Fußball begonnen hatte, kam Willi Billmann 1929 zum 1. FC Nürnberg. Er spielte zunächst in der Reserve und sollte dann Nachfolger des 30-jährigen Mittelläufers Hans Kalb werden. In der Saison 1931/32 sprang der junge Abwehrspieler in der Stammformation für den verletzten Kalb ein. Den Durchbruch schaffte er aber als Verteidiger, auf der linken wie auch auf der rechten Abwehrseite unter Trainer Jenő Konrád. In dieser Position spielte er als Nachfolger des Nationalverteidigers Luitpold Popp.
Vom seinerzeitigen Trainer Jenő Konrád war er begeistert. Er äußerte sich über den ehemaligen Star von MTK Budapest mit den Worten: „Von ihm habe ich am meisten gelernt, Konrad war einfach ein brillanter Fußballer.“ Auch der junge Richard Oehm wurde von Konrad aufgebaut und in die Mannschaft integriert. Er leitete damit eine Verjüngung der Stammformation ein. 1934 zog Willi Billmann mit dem 1. FC Nürnberg in sein erstes Finale um die deutsche Fußballmeisterschaft ein. Der FC Schalke 04 setzte sich mit 2:1 Toren nach Verlängerung gegen den von Alfréd Schaffer betreuten „Club“ durch. Billmann hatte sich im Finale einen Mittelhandbruch zugezogen und stand die Begegnung nur unter starken Schmerzen durch. Er galt als „eisenharter“ Verteidiger, was nicht nur in Hinblick auf den jeweiligen Gegner gemünzt war. Als im Jahre 1935 der erste deutsche Vereinspokal ausgetragen wurde, holte sich der 1. FC Nürnberg mit einem 2:0-Sieg am 8. Dezember 1935 in Düsseldorf gegen Schalke diese Trophäe. Willi Billmann feierte damit den ersten nationalen Titelgewinn. Im Jahr der Olympischen Spiele 1936 setzten sich die Nürnberger in der Endrunde mit Erfolgen gegen Worms, Jena und die Stuttgarter Kickers durch. Mit einem 2:0-Sieg im Halbfinale gegen Schalke 04 war der Weg in das Endspiel um die deutsche Fußballmeisterschaft bereitet. Mit 2:1 Toren nach Verlängerung setzten sich die Nürnberger gegen Fortuna Düsseldorf durch. Das war der sechste Meisterschaftsgewinn für Nürnberg, die Elf vom „Zabo“. Das Duell zwischen Billmann und dem Nationallinksaußen Stanislaus Kobierski von Fortuna Düsseldorf gehörte zu den prägenden Zweikämpfen des Finales. Als Titelverteidiger verlor das Team um Carolin, Eiberger, Friedel, Gußner, Köhl und Munkert 1937 das Finale mit 0:2 Toren gegen die Schalker „Knappen“. Billmann hatte es im Endspiel mit dem starken Linksaußen Adolf Urban zu tun. Im Jahre der Fußball-Weltmeisterschaft 1938 reichte es zu keiner Finalteilnahme. Im Pokal war im Halbfinale bei SK Rapid Wien Endstation. Im Jahr darauf nahm der „Club“ Revanche an Rapid und gewann im Halbfinale mit 1:0 Toren in Wien. Im Endspiel am 28. April 1940 in Berlin, gegen den SV Waldhof Mannheim, konnte der Spielführer Willi Billmann sein Team zu einem 2:0-Sieg gegen die Mannschaft von Otto Siffling führen. Als Pokalverteidiger zog Nürnberg 1940 wiederum in das Finale ein, verlor aber in der Verlängerung mit 1:2 Toren gegen den Dresdner SC mit Walter Dzur, Willibald Kreß, Karl Miller und Helmut Schön. Damit endete die Erfolgsgeschichte des Vereines aus der Noris in der Zeit des Zweiten Weltkrieges.
Zunächst spielte Billmann in der Pariser Soldatenelf; dazwischen wieder in Nürnberg. Dann wurde er dienstverpflichtet nach Berlin. Dort spielte er ein Jahr bei Hertha BSC. Willi Billmann gehört mit 18 Einsätzen zu den Spielern, die am häufigsten im Pokalwettbewerb von 1935 bis 1943 ab dem Achtelfinale zum Einsatz gekommen sind. Anfang 1945 kehrte er nach Nürnberg zurück, wo er wieder für den „Club“ auflief. Nach dem Krieg absolvierte Willi Billmann in der Oberliga Süd von 1945 bis 1949 73 Spiele für den 1. FC Nürnberg. Als Spielführer feierte er 1946 den Vizetitel und 1947 und 1948 die Meisterschaft im Süden. Durch die Folgen einer Kieferfraktur, die er am 11. April 1948 beim 1:0-Sieg gegen Schweinfurt 05 erlitten hatte, konnte er an der Endrunde 1948 nicht teilnehmen und erlebte den Gewinn der deutschen Meisterschaft am 8. August nur als Zuschauer. Das letzte Spiel in der Oberliga Süd bestritt der Abwehrstratege am 31. Oktober 1948. Er hatte als Aktiver von 1932 bis 1944 an acht Endrunden teilgenommen und war dabei auf 38 Einsätze gekommen. Insgesamt bestritt er für den „Club“ 623 Spiele. Die Kameradschaft in seinem Verein, auf dem Spielfeld und auch privat, bezeichnete er als einmalig. Sein Sohn Jürgen spielte für den 1. FC Nürnberg, den Freiburger FC und die SpVgg Fürth.

### Auswahleinsätze
Mit 23 Jahren debütierte der Athlet vom 1. FC Nürnberg am 26. Juli 1934 in der Gau-Auswahl von Bayern und machte in weiteren Auswahl-Einsätzen auf sich aufmerksam. Insgesamt spielte er für den Gau Bayern in zehn Spielen. Am 2. Mai 1937 debütierte er für den angeschlagenen Paul Janes in Zürich in der deutschen Fußballnationalmannschaft im Spiel gegen die Schweiz. Er nahm auch noch als rechter Verteidiger am 12. Mai an einem Testspiel gegen Manchester City teil, spätestens aber nach dem 8:0-Sieg der Nationalmannschaft am 16. Mai in Breslau gegen Dänemark, der Geburtsstunde der „Breslau-Elf“, war das Verteidigerpaar mit Paul Janes und Reinhold Münzenberg in der Länderelf eine feste Größe. Im Vorfeld der Fußballweltmeisterschaft 1938 in Frankreich kam er am 20. März 1938 in Nürnberg beim 1:1 gegen Ungarn zu seinem zweiten Einsatz in der Nationalmannschaft. Er nahm am Lehrgang vor dem Länderspiel am 14. Mai in Berlin gegen England in der Sportschule Duisburg teil, wurde aber nicht für die WM nominiert. Durch den Anschluss von Österreich hatte sich die Konkurrenzsituation für die Verteidigerposition noch weiter verschärft. Reichstrainer Sepp Herberger nahm die Spieler Janes, Münzenberg, Streitle und Schmaus mit zur Weltmeisterschaft.
Nach dem Turnier stand der Abwehrspieler des 1. FC Nürnberg im Aufgebot für das Länderspiel am 25. September 1938 in Bukarest gegen Rumänien; er kam aber nicht zum Einsatz. Beim „inoffiziellen“ Länderspiel am 2. Oktober in Sofia gegen Bulgarien verteidigte er auf der Position des rechten Verteidigers. Vom 15. Oktober 1939 bis zum 7. April 1940 stand er in sechs Länderspielen in Folge in der Nationalmannschaft. In fünf Begegnungen bildete er zusammen mit Paul Janes das Verteidigerpaar. Mit dem elften Einsatz am 5. Oktober 1941 in Stockholm gegen Schweden – wiederum an der Seite von Paul Janes – beendete er seine internationale Laufbahn. Auch für Hans Klodt und Helmut Schön bedeutete das Schweden-Spiel den Abschied aus der Nationalmannschaft.

## Erfolge
- Deutscher Meister 1936
- Tschammerpokal-Sieger 1935, 1939

## Weiterer Werdegang
Beruflich brachte er es zum Leiter des Terminbüros im Maschinen- und Apparatewerk in Nürnberg bei der Firma Siemens, bei der er über 40 Jahre beschäftigt war. Billmann verstarb mit 90 Jahren.